# Kształcenie na odległość
Kształcenie na odległość – kształcenie, w którym nauczający znajduje się w dystansie przestrzennym, a często też czasowym od kształcącego się. Proces nauczania jest pobudzany i kierowany przez nauczyciela w sposób pośredni i ciągły za pomocą różnych mediów pozwalających pokonać dystans. Kształcenie zdalne ma na celu przede wszystkim przełamanie barier edukacyjnych takich jak miejsce zamieszkania czy sztywne pory zajęć, jakie są wyznaczane przez uczelnie stacjonarne.
Mediami nauczania mogą być wszystkie środki pośredniczące w procesie komunikowania prezentujące treści nauczania. Media mogą być techniczne i nietechniczne, personalne i niepersonalne. Należą do nich drukowane materiały nauczania jak i media techniki elektronicznej, zarówno masowe i niemasowe. Wobec szerokiego znaczenia terminu „medium nauczania” może nie tylko chodzić o nośniki informacji, lecz także inne bodźce kształcenia się jak: zachęta, pobudzanie, ocenianie, kontrolowanie.

## Role mediów elektronicznych
Role pełnione przez elektroniczne środki masowego przekazu w procesie kształcenia na odległość:
- rola składnika środowiska oddziałującego wychowawczo – odbiorca często nie zdaje sobie sprawy z oddziaływania wychowawczego środków masowego przekazu,
- rola środka nauczania i pomocy w uczeniu się, stosowanej w procesie kształcenia się w szkołach i placówkach kulturalno-oświatowych, bądź w samokształceniu,
- rola odrębnej formy organizacyjnej kształcenia – niektórzy traktują tę rolę, jako metodę nauczania.

## Zasady dydaktycne
Główne zasady dydaktyczne kształcenia zdalnego:
- zasada obiektywizacji nauczania – opracowane i utrwalone treści programowe, porady i wskazania odtwarza i przekazuje nieosobowe medium, przechowujące te treści. Powoduje to specyficzne odłączenie procesu nauczania od osoby nauczającej. Poza tym taki materiał nauczania jest dobrze zaplanowany pod względem metodycznym i merytorycznym, odznacza się większą przejrzystością i może być stale kontrolowany z punktu widzenia efektywności,
- zasada różnicowania mediów – nie każde medium nadaje się w jednakowy sposób do pełnienia określonej funkcji kształceniowej w danym procesie nauczania, należy więc dokonać wyboru odpowiedniego do danej sytuacji edukacyjnej środka przekazu.